# Оскар (кинопремия, 2005)
77-я церемония вручения наград премии «Оскар» за заслуги в области кинематографа за 2004 год состоялась 27 февраля 2005 года в театре «Кодак» (Голливуд, Лос-Анджелес, Калифорния).
Кандидаты на получение «Оскара» были оглашены 25 января 2005 года. Лидером по числу номинаций (11) стал фильм «Авиатор» Мартина Скорсезе. По семь номинаций получили картины: «Малышка на миллион долларов» Клинта Иствуда и «Волшебная страна» Марка Форстера. Ведущим церемонии стал актёр-комик по имени Крис Рок.

## Фильмы, получившие несколько номинаций
| Фильм                                                                           | номинации | победы |
| ------------------------------------------------------------------------------- | --------- | ------ |
| • Авиатор / The Aviator                                                         | 11        | 5      |
| • Малышка на миллион / Million Dollar Baby                                      | 7         | 4      |
| • Волшебная страна / Finding Neverland                                          | 7         | 1      |
| • Рэй / Ray                                                                     | 6         | 2      |
| • На обочине / Sideways                                                         | 5         | 1      |
| • Суперсемейка (м/ф) / The Incredibles                                          | 4         | 2      |
| • Лемони Сникет: 33 несчастья / Lemony Snicket’s A Series of Unfortunate Events | 4         | 1      |
| • Человек-паук 2 / Spider-Man 2                                                 | 3         | 1      |
| • Вера Дрейк / Vera Drake                                                       | 3         | -      |
| • Отель «Руанда» / Hotel Rwanda                                                 | 3         | -      |
| • Страсти Христовы / The Passion of the Christ                                  | 3         | -      |
| • Полярный экспресс (м/ф) / The Polar Express                                   | 3         | -      |
| • Призрак Оперы / The Phantom of the Opera                                      | 3         | -      |
| • Вечное сияние чистого разума / Eternal Sunshine of the Spotless Mind          | 2         | 1      |
| • Че Гевара: Дневники мотоциклиста / Diarios de motocicleta                     | 2         | 1      |
| • Море внутри / Mar adentro                                                     | 2         | 1      |
| • Близость / Closer                                                             | 2         | -      |
| • Соучастник / Collateral                                                       | 2         | -      |
| • Шрек 2 (м/ф) / Shrek 2                                                        | 2         | -      |
| • Хористы / Les Choristes                                                       | 2         | -      |
| • Гарри Поттер и узник Азкабана / Harry Potter and the Prisoner of Azkaban      | 2         | -      |
| • Долгая помолвка / Un long dimanche de fiançailles                             | 2         | -      |
| • Троя/Troy                                                                     | 1         | -      |

## Список лауреатов и номинантов
★ Победители выделены отдельным цветом. 

### Основные категории
| Категории                                | Лауреаты и номинанты                                                             | Лауреаты и номинанты                                                                 | Лауреаты и номинанты                                                                 |
| ---------------------------------------- | -------------------------------------------------------------------------------- | ------------------------------------------------------------------------------------ | ------------------------------------------------------------------------------------ |
| Лучший фильм                             | ★ Малышка на миллион (продюсеры: Клинт Иствуд, Альберт С. Радди и Том Розенберг) | ★ Малышка на миллион (продюсеры: Клинт Иствуд, Альберт С. Радди и Том Розенберг)     | ★ Малышка на миллион (продюсеры: Клинт Иствуд, Альберт С. Радди и Том Розенберг)     |
| Лучший фильм                             | • Авиатор (продюсеры: Майкл Манн и Грэм Кинг)                                    |                                                                                      |                                                                                      |
| Лучший фильм                             | • Волшебная страна (продюсеры: Ричард Н. Гладштейн и Нелли Бэллфлауэр)           |                                                                                      |                                                                                      |
| Лучший фильм                             | • Рэй (продюсеры: Тэйлор Хэкфорд, Стюарт Бенжамин и Ховард Болдуин)              |                                                                                      |                                                                                      |
| Лучший фильм                             | • На обочине (продюсер: Майкл Лондон)                                            |                                                                                      |                                                                                      |
| Лучший режиссёр                          |                                                                                  | ★ Клинт Иствуд за фильм «Малышка на миллион»                                         | ★ Клинт Иствуд за фильм «Малышка на миллион»                                         |
| Лучший режиссёр                          | • Мартин Скорсезе — «Авиатор»                                                    |                                                                                      |                                                                                      |
| Лучший режиссёр                          | • Тэйлор Хэкфорд — «Рэй»                                                         |                                                                                      |                                                                                      |
| Лучший режиссёр                          | • Александр Пэйн — «На обочине»                                                  |                                                                                      |                                                                                      |
| Лучший режиссёр                          | • Майк Ли — «Вера Дрейк»                                                         |                                                                                      |                                                                                      |
| Лучший актёр                             |                                                                                  | ★ Джейми Фокс — «Рэй» (за роль Рэя Чарльза)                                          | ★ Джейми Фокс — «Рэй» (за роль Рэя Чарльза)                                          |
| Лучший актёр                             | • Дон Чидл — «Отель „Руанда“» (за роль Пола Русесабагины)                        |                                                                                      |                                                                                      |
| Лучший актёр                             | • Джонни Депп — «Волшебная страна» (за роль сэра Джеймса Мэтью Барри)            |                                                                                      |                                                                                      |
| Лучший актёр                             | • Леонардо Ди Каприо — «Авиатор» (за роль Говарда Хьюза)                         |                                                                                      |                                                                                      |
| Лучший актёр                             | • Клинт Иствуд — «Малышка на миллион» (за роль Фрэнки Данна)                     |                                                                                      |                                                                                      |
| Лучшая актриса                           |                                                                                  | ★ Хилари Суонк — «Малышка на миллион» (за роль Мэгги Фицджеральд)                    | ★ Хилари Суонк — «Малышка на миллион» (за роль Мэгги Фицджеральд)                    |
| Лучшая актриса                           | • Аннетт Бенинг — «Театр» (за роль Джулии Ламберт)                               |                                                                                      |                                                                                      |
| Лучшая актриса                           | • Каталина Сандино Морено — «Мария, благодати полная» (за роль Марии Альварес)   |                                                                                      |                                                                                      |
| Лучшая актриса                           | • Имельда Стонтон — «Вера Дрейк» (за роль Веры Дрейк)                            |                                                                                      |                                                                                      |
| Лучшая актриса                           | • Кейт Уинслет — «Вечное сияние чистого разума» (за роль Клементины Кручински)   |                                                                                      |                                                                                      |
| Лучший актёр второго плана               |                                                                                  | ★ Морган Фримен — «Малышка на миллион» (за роль Эдди Дюпри)                          | ★ Морган Фримен — «Малышка на миллион» (за роль Эдди Дюпри)                          |
| Лучший актёр второго плана               | • Алан Алда — «Авиатор» (за роль сенатора Ральфа Оуэна Брюстера)                 |                                                                                      |                                                                                      |
| Лучший актёр второго плана               | • Томас Хейден Чёрч — «На обочине» (за роль Джека)                               |                                                                                      |                                                                                      |
| Лучший актёр второго плана               | • Джейми Фокс — «Соучастник» (за роль Макса Дюроше)                              |                                                                                      |                                                                                      |
| Лучший актёр второго плана               | • Клайв Оуэн — «Близость» (за роль Ларри Грэя)                                   |                                                                                      |                                                                                      |
| Лучшая актриса второго плана             |                                                                                  | ★ Кейт Бланшетт — «Авиатор» (за роль Кэтрин Хепбёрн)                                 | ★ Кейт Бланшетт — «Авиатор» (за роль Кэтрин Хепбёрн)                                 |
| Лучшая актриса второго плана             | • Лора Линни — «Кинси» (за роль Клары Макмиллен)                                 |                                                                                      |                                                                                      |
| Лучшая актриса второго плана             | • Вирджиния Мэдсен — «На обочине» (за роль Майи Рэндалл)                         |                                                                                      |                                                                                      |
| Лучшая актриса второго плана             | • Софи Оконедо — «Отель „Руанда“» (за роль Татьяны Русесабагины)                 |                                                                                      |                                                                                      |
| Лучшая актриса второго плана             | • Натали Портман — «Близость» (за роль Элис Айрес / Джейн Джонс)                 |                                                                                      |                                                                                      |
| Лучший оригинальный сценарий             | Чарли Кауфман                                                                    | ★ Чарли Кауфман, Мишель Гондри и Пьер Бисмут — «Вечное сияние чистого разума»        | Мишель Гондри                                                                        |
| Лучший оригинальный сценарий             | Чарли Кауфман                                                                    | • Джон Логан — «Авиатор»                                                             | Мишель Гондри                                                                        |
| Лучший оригинальный сценарий             | Чарли Кауфман                                                                    | • Кейр Пирсон и Терри Джордж — «Отель „Руанда“»                                      | Мишель Гондри                                                                        |
| Лучший оригинальный сценарий             | Чарли Кауфман                                                                    | • Брэд Бёрд — «Суперсемейка»                                                         | Мишель Гондри                                                                        |
| Лучший оригинальный сценарий             | Чарли Кауфман                                                                    | • Майк Ли — «Вера Дрейк»                                                             | Мишель Гондри                                                                        |
| Лучший адаптированный сценарий           | Александр Пэйн                                                                   | ★ Александр Пэйн и Джим Тейлор — «На обочине» (по одноимённому роману Рекса Пикетта) | ★ Александр Пэйн и Джим Тейлор — «На обочине» (по одноимённому роману Рекса Пикетта) |
| Лучший адаптированный сценарий           | Александр Пэйн                                                                   | • Ричард Линклейтер, Жюли Дельпи, Итан Хоук и Ким Кризан — «Перед закатом»           |                                                                                      |
| Лучший адаптированный сценарий           | Александр Пэйн                                                                   | • Дэвид Мэги — «Волшебная страна»                                                    |                                                                                      |
| Лучший адаптированный сценарий           | Александр Пэйн                                                                   | • Пол Хаггис — «Малышка на миллион»                                                  |                                                                                      |
| Лучший адаптированный сценарий           | Александр Пэйн                                                                   | • Хосе Ривера — «Че Гевара: Дневники мотоциклиста»                                   |                                                                                      |
| Лучший анимационный полнометражный фильм | ★ Суперсемейка / The Incredibles (Брэд Бёрд)                                     | ★ Суперсемейка / The Incredibles (Брэд Бёрд)                                         | ★ Суперсемейка / The Incredibles (Брэд Бёрд)                                         |
| Лучший анимационный полнометражный фильм | • Подводная братва / Shark Tale (Билл Дамашке)                                   |                                                                                      |                                                                                      |
| Лучший анимационный полнометражный фильм | • Шрек 2 / Shrek 2 (Эндрю Адамсон)                                               |                                                                                      |                                                                                      |
| Лучший фильм на иностранном языке        | ★ Море внутри / Mar adentro (Испания) реж. Алехандро Аменабар                    | ★ Море внутри / Mar adentro (Испания) реж. Алехандро Аменабар                        | ★ Море внутри / Mar adentro (Испания) реж. Алехандро Аменабар                        |
| Лучший фильм на иностранном языке        | • Как на небесах / Så som i himmelen (Швеция) реж. Кей Поллак                    |                                                                                      |                                                                                      |
| Лучший фильм на иностранном языке        | • Хористы / Les Choristes (Франция) реж. Кристоф Барратье                        |                                                                                      |                                                                                      |
| Лучший фильм на иностранном языке        | • Бункер / Der Untergang (Германия) реж. Оливер Хиршбигель                       |                                                                                      |                                                                                      |
| Лучший фильм на иностранном языке        | • Вчера / Yesterday (ЮАР) реж. Даррелл Рудт                                      |                                                                                      |                                                                                      |

### Другие категории
| Категории                                    | Лауреаты и номинанты | Лауреаты и номинанты                                                                                           |
| -------------------------------------------- | --- | --- |
| Лучшая музыка: Оригинальный саундтрек        | | ★ Ян А. П. Качмарек — «Волшебная страна»                                                                       |
| Лучшая музыка: Оригинальный саундтрек        | • Джон Уильямс — «Гарри Поттер и узник Азкабана» (саундтрек) | |
| Лучшая музыка: Оригинальный саундтрек        | • Томас Ньюман — «Лемони Сникет: 33 несчастья» | |
| Лучшая музыка: Оригинальный саундтрек        | • Джон Дебни — «Страсти Христовы» | |
| Лучшая музыка: Оригинальный саундтрек        | • Джеймс Ньютон Ховард — «Таинственный лес» | |
| Лучшая песня к фильму                        | ★ Al otro lado del río — «Че Гевара: Дневники мотоциклиста» — музыка и слова: Хорхе Дрекслер | ★ Al otro lado del río — «Че Гевара: Дневники мотоциклиста» — музыка и слова: Хорхе Дрекслер                   |
| Лучшая песня к фильму                        | • Accidentally In Love — «Шрек 2» — музыка: Адам Дюритц, Чарльз Джиллинхэм, Джим Боджиос, Дэвид Иммерглюк, Мэттью Мэлли, Дэвид Брайсон, слова: Адам Дюритц и Дэниел Викри (группа Counting Crows) | |
| Лучшая песня к фильму                        | • Believe — «Полярный экспресс» — музыка и слова: Глен Баллард и Алан Сильвестри | |
| Лучшая песня к фильму                        | • Learn to Be Lonely — «Призрак Оперы» — музыка: Эндрю Ллойд Уэббер, слова: Чарльз Харт | |
| Лучшая песня к фильму                        | • Look To Your Path (Vois Sur Ton Chemin) — «Хористы» — музыка: Брюно Куле, слова: Кристоф Барратье                                                                                               | |
| Лучший монтаж                                | | ★ Тельма Скунмейкер — «Авиатор»                                                                                |
| Лучший монтаж                                | • Джим Миллер и Пол Рубелл — «Соучастник» | |
| Лучший монтаж                                | • Мэтт Шесс — «Волшебная страна» | |
| Лучший монтаж                                | • Джоэль Кокс — «Малышка на миллион» | |
| Лучший монтаж                                | • Пол Хирш — «Рэй» | |
| Лучшая операторская работа                   | ★ Роберт Ричардсон — «Авиатор» | ★ Роберт Ричардсон — «Авиатор»                                                                                 |
| Лучшая операторская работа                   | • Чжао Сяодин — «Дом летающих кинжалов» | |
| Лучшая операторская работа                   | • Калеб Дешанель — «Страсти Христовы» | |
| Лучшая операторская работа                   | • Джон Мэтисон — «Призрак Оперы» | |
| Лучшая операторская работа                   | • Брюно Дельбоннель — «Долгая помолвка» | |
| Лучшая работа художника                      | ★ Данте Ферретти (постановщик), Франческа Ло Скьяво (декоратор) — «Авиатор» | ★ Данте Ферретти (постановщик), Франческа Ло Скьяво (декоратор) — «Авиатор»                                    |
| Лучшая работа художника                      | • Джемма Джексон (постановщик), Триша Эдвардс (декоратор) — «Волшебная страна» | |
| Лучшая работа художника                      | • Рик Хайнрикс (постановщик), Шерил Карасик (декоратор) — «Лемони Сникет: 33 несчастья» | |
| Лучшая работа художника                      | • Энтони Прэтт (постановщик), Селия Бобак (декоратор) — «Призрак Оперы» | |
| Лучшая работа художника                      | • Алин Бонетто (постановщик) — «Долгая помолвка» | |
| Лучший дизайн костюмов                       | Сэнди Пауэлл | ★ Сэнди Пауэлл — «Авиатор»                                                                                     |
| Лучший дизайн костюмов                       | Сэнди Пауэлл | • Александра Бирн — «Волшебная страна»                                                                         |
| Лучший дизайн костюмов                       | Сэнди Пауэлл | • Коллин Этвуд — «Лемони Сникет: 33 несчастья»                                                                 |
| Лучший дизайн костюмов                       | Сэнди Пауэлл | • Шэрен Дэвис — «Рэй»                                                                                          |
| Лучший дизайн костюмов                       | Сэнди Пауэлл | • Боб Рингвуд — «Троя»                                                                                         |
| Лучший звук                                  | ★ Скотт Миллан, Грег Орлофф, Боб Бимер и Стив Кантамесса — «Рэй» | ★ Скотт Миллан, Грег Орлофф, Боб Бимер и Стив Кантамесса — «Рэй»                                               |
| Лучший звук                                  | • Том Флайшмен и Петур Глиддал — «Авиатор» | |
| Лучший звук                                  | • Рэнди Том, Гэри Риззо и Док Кейн — «Суперсемейка» | |
| Лучший звук                                  | • Рэнди Том, Том Джонсон, Деннис С. Сэндс и Уильям Б. Каплан — «Полярный экспресс» | |
| Лучший звук                                  | • Кевин О’Коннелл, Грег П. Расселл, Jeffrey J. Haboush и Джозеф Гэйсингер — «Человек-паук-2» | |
| Лучший звуковой монтаж                       | ★ Майкл Сильверс и Рэнди Том — «Суперсемейка» | ★ Майкл Сильверс и Рэнди Том — «Суперсемейка»                                                                  |
| Лучший звуковой монтаж                       | • Рэнди Том и Деннис Леонард — «Полярный экспресс» | |
| Лучший звуковой монтаж                       | • Пол Н. Дж. Оттоссон — «Человек-паук-2» | |
| Лучшие визуальные эффекты                    | ★ Джон Дайкстра, Скотт Стокдик, Энтони Ламолинара и Джон Фрейзер — «Человек-паук-2» | ★ Джон Дайкстра, Скотт Стокдик, Энтони Ламолинара и Джон Фрейзер — «Человек-паук-2»                            |
| Лучшие визуальные эффекты                    | • Роджер Гайетт, Тим Бёрк, Джон Ричардсон и Билл Джордж — «Гарри Поттер и узник Азкабана» | |
| Лучшие визуальные эффекты                    | • Джон Нельсон, Эндрю Р. Джонс, Эрик Нэш и Джо Леттери — «Я, робот» | |
| Лучший грим                                  | ★ Валли О’Рейлли и Билл Корсо — «Лемони Сникет: 33 несчастья» | ★ Валли О’Рейлли и Билл Корсо — «Лемони Сникет: 33 несчастья»                                                  |
| Лучший грим                                  | • Кит Вандерлаан и Кристиен Тинсли — «Страсти Христовы» | |
| Лучший грим                                  | • Джо Аллен и Маноло Гарсия — «Море внутри» | |
| Лучший документальный полнометражный фильм   | ★ Рождённые в борделях / Born into Brothels (Росс Кауффман и Зана Бриски) | ★ Рождённые в борделях / Born into Brothels (Росс Кауффман и Зана Бриски)                                      |
| Лучший документальный полнометражный фильм   | • Слёзы верблюдицы / Die Geschichte vom weinenden Kamel (Луиджи Фалорни и Даваагийн Бямбасурэн)                                                                                                   | |
| Лучший документальный полнометражный фильм   | • Двойная порция / Super Size Me (Морган Сперлок) | |
| Лучший документальный полнометражный фильм   | • Тупак: Воскрешение / Tupac: Resurrection (Лоурен Лэйзин и Кэролин Али) | |
| Лучший документальный полнометражный фильм   | • Поворот судьбы / Twist of Faith (Кирби Дик и Эдди Шмидт) | |
| Лучший документальный короткометражный фильм | ★ Времена великих: Детский марш протеста / Mighty Times: The Children’s March (Роберт Хадсон и Роберт Хьюстон)                                                                                    | ★ Времена великих: Детский марш протеста / Mighty Times: The Children’s March (Роберт Хадсон и Роберт Хьюстон) |
| Лучший документальный короткометражный фильм | • Аутизм — это мир / Autism Is a World (Жеральдин Вюрцбург) | |
| Лучший документальный короткометражный фильм | • Дети Ленинградского / Dzieci z Leningradzkiego (Ханна Полак и Анджей Целиньски) | |
| Лучший документальный короткометражный фильм | • Хардвуд / Hardwood (Хьюберт Дэвис и Эрин Фэйт Янг) | |
| Лучший документальный короткометражный фильм | • Страсть сестры Розы / Sister Rose’s Passion (Орен Джейкоби и Стив Калафер) | |
| Лучший игровой короткометражный фильм        | ★ Оса / Wasp (Андреа Арнольд) | ★ Оса / Wasp (Андреа Арнольд)                                                                                  |
| Лучший игровой короткометражный фильм        | • В этой стране возможно всё / Everything in This Country Must (Гэри МакКендри) | |
| Лучший игровой короткометражный фильм        | • Маленький террорист / Little Terrorist (Ашвин Кумар) | |
| Лучший игровой короткометражный фильм        | • 7:35 утра / 7:35 de la mañana (Начо Вигалондо) | |
| Лучший игровой короткометражный фильм        | • Две машины, одна ночь / Two Cars, One Night (Таика Вайтити и Эйнсли Гардинер) | |
| Лучший анимационный короткометражный фильм   | ★ Райан / Ryan (Крис Ландрет) | ★ Райан / Ryan (Крис Ландрет)                                                                                  |
| Лучший анимационный короткометражный фильм   | • Именинник / Birthday Boy (Седжонг Парк и Эндрю Грегори) | |
| Лучший анимационный короткометражный фильм   | • Суслик обломался / Gopher Broke (Джефф Фаулер и Тим Миллер) | |
| Лучший анимационный короткометражный фильм   | • Собака-охранник / Guard Dog (Билл Плимптон) | |
| Лучший анимационный короткометражный фильм   | • Лоренцо / Lorenzo (Майк Гэбриел и Бэйкер Блудворт) | |

### Специальные награды
| Награда                                                         | Лауреаты |
| --------------------------------------------------------------- | --- |
| Премия за выдающиеся заслуги в кинематографе (Почётный «Оскар») | ★ Сидни Люмет — В знак признания его вклада в киноискусство, отмеченного плодотворным сотрудничеством со сценаристами и исполнителями. (In recognition of his brilliant services to screenwriters, performers and the art of the motion picture.) |
| Награда имени Джина Хершолта                                    | ★ Роджер Мейер |
| Award of Commendation                                           | ★ Артур Видмер — За его прижизненные достижения в области науки и технологии композитинга изображений для кинофильмов, примером которых является его значительный вклад в развитие процессов ультрафиолетового излучения и «синего экрана».       |